# Pninaella
Pninaella es un género de foraminífero bentónico de la familia Asterigerinatidae, de la superfamilia Asterigerinoidea, del suborden Rotaliina y del orden Rotaliida. Su especie tipo es Pninaella scanica. Su rango cronoestratigráfico abarca desde el Tortoniense (Mioceno superior) hasta la Actualidad.

## Clasificación
Pninaella incluye a las siguientes especies:
- Pninaella nitidula
- Pninaella scanica

Otra especie considerada en Pninaella es:
- Pninaella pulchella, aceptado como Eoeponidella pulchella